# Peter Blok
Peter Stephanus Blok (7 de abril de 1960, The Hague, Holanda), conocido como "Peter Blok", es un actor holandés de teatro, televisión, películas y doblaje.

## Filmografía
- Caught (1987)
- Crocodiles in Amsterdam (1990)
- Traces of Smoke (1992)
- The Dress (1996)
- Scratches in the Table (1998)
- Cloaca (2003)
- Leef! (2005)
- Black Book (2006)